# Pseudargyra
Pseudargyra är ett släkte av tvåvingar. Pseudargyra ingår i familjen styltflugor.
Kladogram enligt Catalogue of Life:
| Pseudargyra | \| \| Pseudargyra cornuta \| \| \| \| \| \| Pseudargyra fuscipennis \| \| \| \| \| \| Pseudargyra magnicornis \| \| \| \| \| \| Pseudargyra tarsale \| \| \| \| |
|             | \| \| Pseudargyra cornuta \| \| \| \| \| \| Pseudargyra fuscipennis \| \| \| \| \| \| Pseudargyra magnicornis \| \| \| \| \| \| Pseudargyra tarsale \| \| \| \| |
|             | Pseudargyra cornuta |
|             | |
|             | Pseudargyra fuscipennis |
|             | |
|             | Pseudargyra magnicornis |
|             | |
|             | Pseudargyra tarsale |
|             | |